# Партизаны (Гомельская область)
Партиза́ны (бел. Партыза́ны), до 1964 года Сипо́ровка (бел. Сіпо́раўка) — деревня в Довском сельсовете Рогачёвского района Гомельской области Беларуси.

## География

### Расположение
В 23 км на северо-восток от районного центра и железнодорожной станции Рогачёв (на линии Могилёв — Жлобин), 96 км от Гомеля.
Кругом лес.

### Гидрография
Около деревни берёт начало река Струменка (левый приток реки Днепр).

## Транспортная сеть
Транспортные связи по просёлочной, затем автомобильной дороге Рогачёв — Довск. Планировка состоит из прямолинейной широтной улицы с 2 переулками, к которой с севера присоединяется короткая прямолинейная улица, пересекаемая второй короткой прямолинейной улицей. Застройка двусторонняя, преимущественно деревянная, усадебного типа.

## История
После 1-го раздела Речи Посполитой (1772 год) деревня в составе Российской империи, административно в Рогачевском уезде Могилевской губернии.
С 1777 года известна как деревня Сипоровка (53 крестьянина мужского пола) во владении подстаросты Акима (Ефима) Михайловича Юдицкого.
В 1850 году в составе поместья помещика Янткевича. По ревизии 1858 года центр поместья, владение помещика лейб-гвардии порутчика Дмитрия Павловича Турчанинова, которому также принадлежали соседние местечко Свержень и деревни Серебрянка, Юдичи, Борхов, Довск.
До 1872 года владельцем поместья был Иван Эрдман, затем имение по наследству перешло его сыну Эдмунду Ивановичу Эрдману. В 1882 году в имениях Сипоровка, Свержень, Серебрянка и Яновка этот помещик владел 3854 десятинами земли, 2 корчмами и 3 мельницами.
С 1880 года действовал хлебозапасный магазин, и с 1889 года винокурня.
В 1909 году сельскому обществу (55 дворов, 409 жителей) принадлежало 408 десятин земли. Неподалёку было одноимённое поместье (3 двора, 14 жителей), которое принадлежало дворянину Э. Эрдману, 2820 десятин земли. Деревня относилась к приходу Сверженской Рождество-Богородицкой церкви, а поместье — Журавичской церкви.
В 1910 году открыта школа, которая размещалась в наёмном крестьянском доме.
В ходе программы коллективизации сельского хозяйства в 1929 году организован колхоз.
Во время Великой Отечественной войны в декабре 1942 года в урочище Сверженская лесная дача, в 1 км на запад от деревни, был создан 256-й партизанский отряд на основе организационной группы И. М. Дикана — С. М. Белых. Каратели в 1943 году сожгли 13 дворов, убили 5 жителей. 20 жителей погибли на фронте.
Согласно переписи 1959 года 194 жителя. В составе экспериментальной базы «Довск» (центр — деревня Довск).
30 июля 1964 года деревня была переименована в Партизаны.
В настоящее время не существует.

## Население
- 1777 год — 53 крестьянина мужского пола
- 1858 год — 18 дворов, 113 жителей
- 1909 год — 55 дворов, 409 жителей; в поместье 3 двора, 14 жителей
- 1959 год — 194 жителя (согласно переписи)
- 1999 год — 1 хозяйство, 1 житель